# Ervín Černý
Ervín Černý-Křetínský (11. listopadu 1913 Podomí – 30. července 2001 Praha) byl český lékař a profesor Univerzity Karlovy v Praze.

## Biografie
Vzdělání získal na Těšínsku, kde žil od 12 let, odmaturoval v roce 1933. Posléze vystudoval medicínu v Brně. V listopadu 1939 byl zatčen gestapem a byl krátce vězněn na brněnském hradě Špilberk a následně deportován do koncentračního tábora Sachsenhausen-Oranienburg. Po návratu z koncentračního tábora v roce 1942 žil spolu s rodiči ve Starči, kde až do konce války byl nuceně nasazený v továrně na obuv v Třebíči. V posledním roce války se účastnil odbojové činnosti v rámci skupiny RE-VI.
Jako lékař působil na oddělení ušním, nosním a krčním (otolaryngologie) v Brně, na Lékařské fakultě v Hradci Králové (mezi lety 1946 a 1958) a od roku 1958 v Ústřední vojenské nemocnici v Praze. V roce 1951 byl jmenován docentem a v roce 1965 profesorem Univerzity Karlovy v Praze. Profesor Černý se věnoval především chirurgické léčbě nemocí ucha, nosu a krku. V roce 1978 odešel do důchodu. V roce 1989 obhájil doktorát lékařských věd. V roce 1982 se stal kandidátem věd v oboru historie.
Vystoupil na stovkách přednášek v Československu i zahraničí a publikoval 194 vědeckých prací, včetně Atlasu chirurgie ucha a Atlasu chirurgie krku, které rovněž sám ilustroval. Byl členem mnoha československých a mezinárodních vědeckých organizací. Získal různá mezinárodní ocenění, jako např. Cena Jana Evangelisty Purkyně České lékařské společnosti, kterou obdržel při příležitosti 85. narozenin.

## Historická geografie
Profesor Ervín Černý byl také významným vědcem v oboru historické geografie. Během čtyřiceti let vědecké práce v tomto oboru prozkoumal území o rozloze přes 600 km² v oblasti rodné Drahanské vrchoviny, kde objevil 62 zaniklých středověkých osad. V oboru geografie vydal více než 70 vědeckých prací, z nichž šest bylo vydáno knižně. Rodnému regionu také věnoval knihu epických básní s názvem Zelený barvínek.
Mnoho let pečlivě sbíral informace o historii rodné vesnice. V roce 1999 zveřejnil podrobnou kroniku Podomí, ve které zaznamenal 650 let obce.

## Barvínek
V roce 1997 spolu s několika občany regionu kolem Drahanské vrchoviny založil občanské sdružení pro rozvoj mimoškolního vzdělávání dětí a mládeže. Jako projev uznání jeho práce nazvali sdružení „Barvínek“. Sdružení později vydalo knihu o Drahanské vrchovině, stejně tak připravili naučnou stezku se stejným názvem. Členové sdružení později pomáhali profesoru Černému s archeologickým výzkumem zaniklých osad.
Žil v Praze, několikrát za rok navštěvoval rodné Podomí. Zemřel 30. července 2001 na následky dopravní nehody. Je pohřben na Starém hřbitově v Třebíči.